# Cuisine gersoise

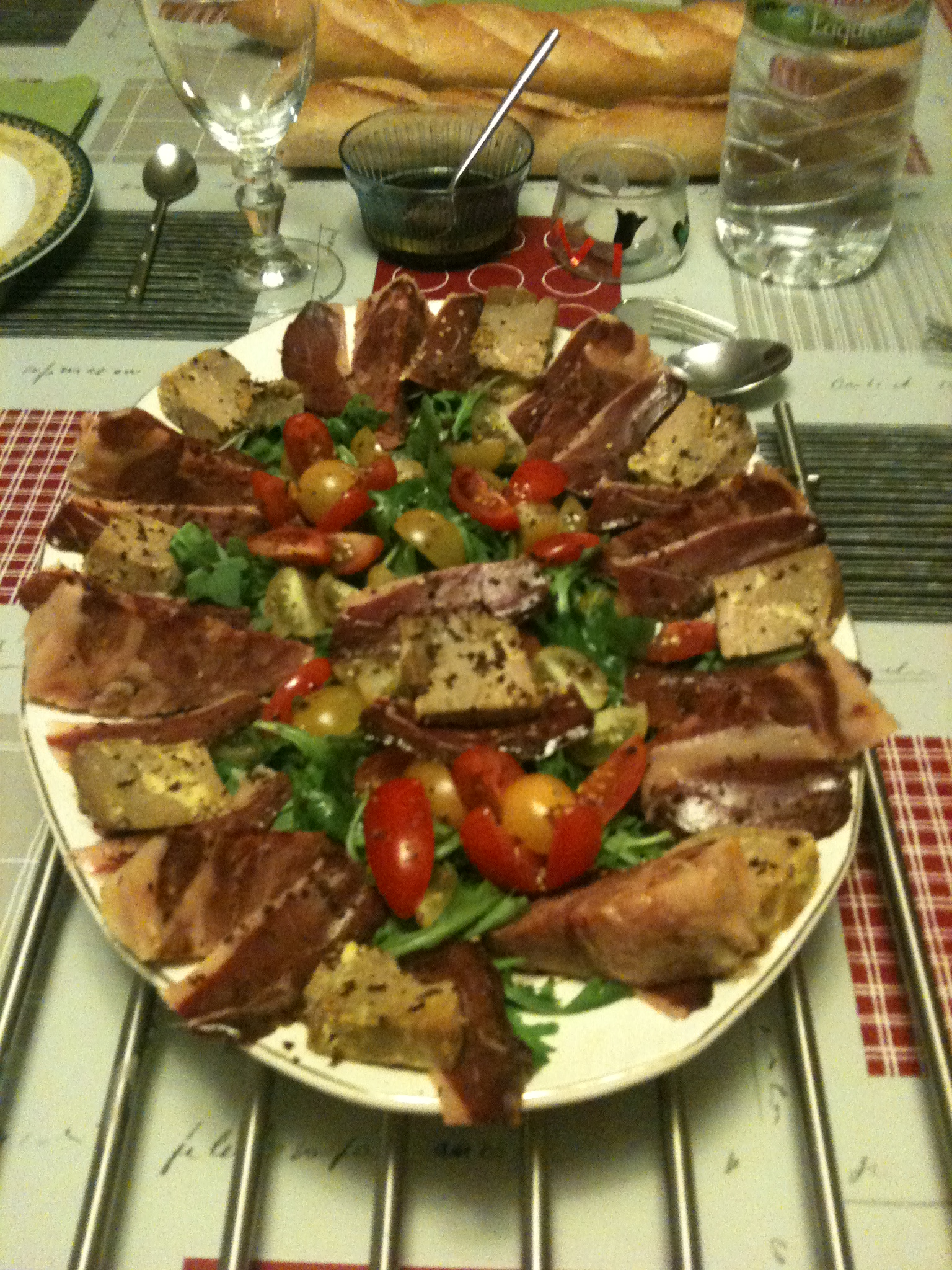
Cuisine du Gers : la parrillada de canard.

La cuisine gersoise est avant tout une cuisine d'origine paysanne, grâce à ses produits du terroir, et n'a été que peu influencée par l'aristocratie ou la bourgeoisie locales. La gastronomie du Gers, département réputé pour son art de vivre, doit tout à la qualité des produits qui la composent. Mais si le pays de d'Artagnan, au cœur de la Gascogne, partage avec ses départements voisins un tronc commun, sa cuisine a évolué au cours des siècles, en particulier en intégrant dans ses mets des produits originaires d'autres pays.

## Produits du terroir
Le foie gras qui provient à la fois de l'oie fermière à foie gras du Gers (LR) et du canard à foie gras du sud-ouest Gers (IGP), appellation locale du canard à foie gras du sud-ouest, ainsi que le confit de canard et le magret de canard (dont André Daguin, chef étoilé gersois, fut l'inventeur en 1959), les volailles fermières du Gers (IGP) ; le porc gascon, dit noir de Bigorre, dont la demande AOC est en cours ; le melon de Lectoure ; l'ail blanc de Lomagne ; le kiwi de l'Adour ; le saumon de l'Adour, et le maïs (Maïsadour/Terrena, union des deux grandes coopératives spécialisées dans les semences de maïs), Vivadour, Gersycoop. C'est une production réservée au gavage des oies et des canards et, en partie, à l'alimentation humaine (cf. cruchade).

## Vigne et vin

### AOC
Armagnac, floc de Gascogne, madiran, pacherenc-du-vic-bilh, béarn, côtes-du-brulhois, tursan, saint-mont et sa vigne de Sarragachies, seul vignoble français classé monument historique.
Vieil armagnac
Il se sert en accompagnement de mets comme foie gras, canard gras, tarte, gâteau au chocolat, ainsi qu'avec des mignardises.
Armagnac de 1 à 3 ans
Il est utilisé pour parfumer une sauce, flamber une volaille ou des crustacés, ainsi qu'à déglacer une préparation. Il s'accommode avec les pâtisseries, les croustades ou les crêpes.
Armagnac en cocktail
Le pousse-rapière, apéritif à base d'une liqueur d'armagnac et d'un vin mousseux. En cocktail, il se sert sur des glaçons (style mojito), additionné d’eau gazeuse ou de tonic.

### IGP
Côtes de Gascogne, gers.

## Mets spécifiques

### Pain
Le tordu du Gers est un pain blanc qui a subi plusieurs torsions avant d’être mis au four. Un type de pain identique est fabriqué en Limousin, le pain cordé. 
Cette torsion permet d’obtenir un pain moelleux avec « une croûte épaisse et une mie très alvéolée ». Pour fabriquer le pain tordu, les boulangers utilisent indifféremment de la levure ou du levain, soit avec de la farine blanche, soit semi-complète. Pierre Koffmann (en), dans ses Memories of Gascony en donne une recette. Elle provient de sa grand-mère maternelle qui, lors de ses vacances dans le Gers, lui fit découvrir une cuisine typiquement paysanne, un héritage qui lui a permis d'obtenir trois étoiles pour son restaurant de Chelsea.

### Ragoût
L'alicuit, ou alycot, en patois gascon, est le ragoût typique en Armagnac. Autrefois, il était préparé dans les fermes, après le travail des champs. Ce mets permettait aux paysans d’accommoder les bas morceaux, comme son nom gascon l’indique (ale y cot : « des ailes et des cous »). De nos jours, un alicuit se prépare à base d'abats tels que les abattis, manchons, cous, ailerons et gésiers. Ceux-ci sont mis à cuire dans un bouillon relevé avec du vin blanc, des carottes émincées, des oignons et des gousses d'ail. Puis les légumes, avec les tomates, sont revenus dans de la graisse d'oie ou de canard. Enfin, le tout est mis à mijoter deux heures. Ce mets s'accompagne de tartines de pain grillées et frottées d'ail, le pan tintat.

### Volailles du Gers

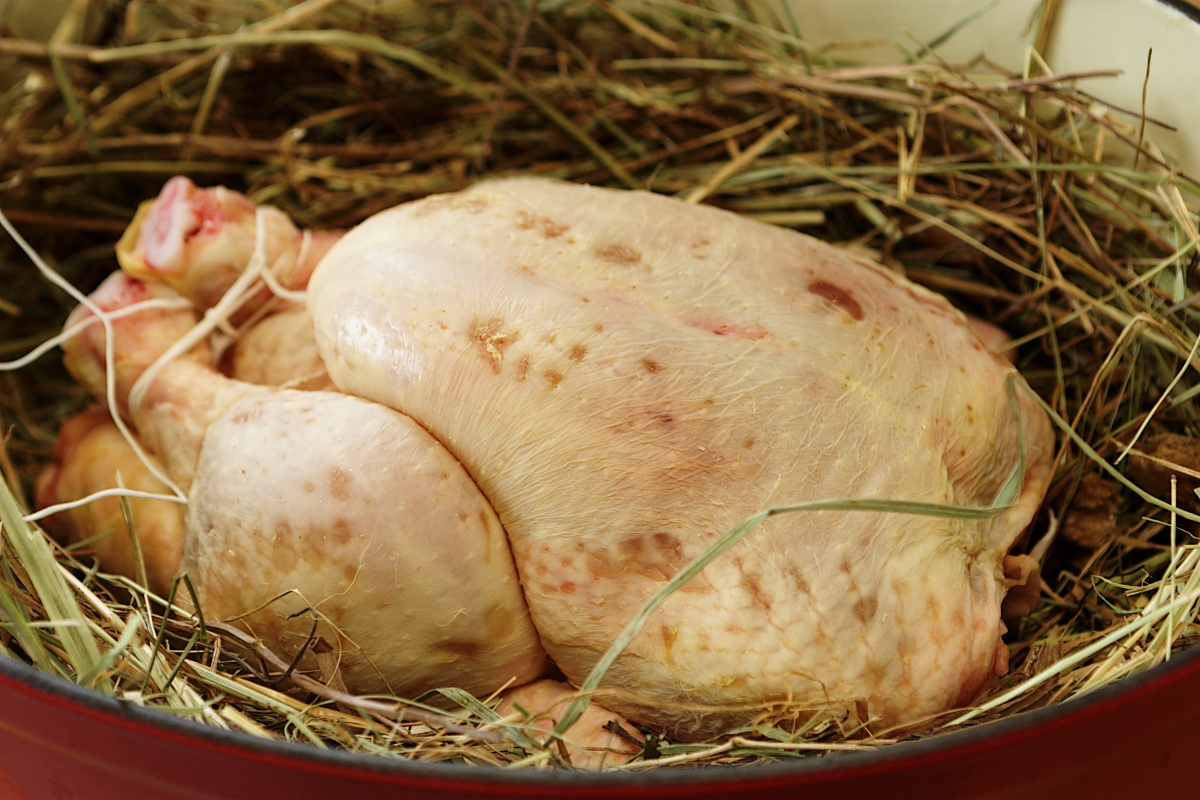
Poulet prêt à être fumé au foin.

À la classique poule au pot, on peut préférer des recettes plus modernes, telles que celle du suprême de poulet du Gers aux petits légumes frais et escalope de foie gras, de la volaille du Gers fumée au foin ou d'une jambonnette de volaille du Gers au foie gras et aux marrons.
Ce qui n'empêche pas d'apprécier cette volaille avec des apprêts moins sophistiqués : brochettes de poulet sauce satay, cuisses de poulet sauce hongroise, brochettes de poulet sauce morilles au floc de Gascogne, fricassée de poulet au curry, fricassée de poulet au pacherenc, fricassée de poulet au vinaigre de Xérès et estragon, fricassée de poulet aux épices douces. 
L'IGP volailles fermières du Gers, outre le poulet, labellise aussi le chapon, la poularde, la dinde, la pintade et le chapon de pintade. 

### Fruits
Le melon de Lectoure se déguste très bien avec un floc de Gascogne ou un pacherenc-du-vic-bilh. De plus, il réalise un mariage parfait préparé en pâte, avec du piment d’Espelette et accompagné d'un croustillant de jambon de Bayonne.
Le kiwi de l'Adour, avec 25 % de la production française, est en tête de la production nationale. Une des façons les plus originales de l'accommoder est de réaliser, à l'exemple des pâtissiers-chocolatiers du Gers, des sucettes de kiwis au chocolat. 

### Merveilles
Les merveilles sont des beignets typiques de la Gascogne, qui étaient préparés initialement lors du carnaval pour célébrer le Mardi gras. Outre la farine, les œufs et le lait, les ingrédients nécessaires sont du sucre ou du miel, de la fleur d'oranger et une cuillère d'armagnac,. Cet appareil est travaillé pour obtenir une pâte très fine qui cuit rapidement. Ces beignets se dégustent chauds recouverts de sucre ou de miel, légers à la pâte un peu sablée, les merveilles cousinent avec les bugnes du Lyonnais.

### Condiment

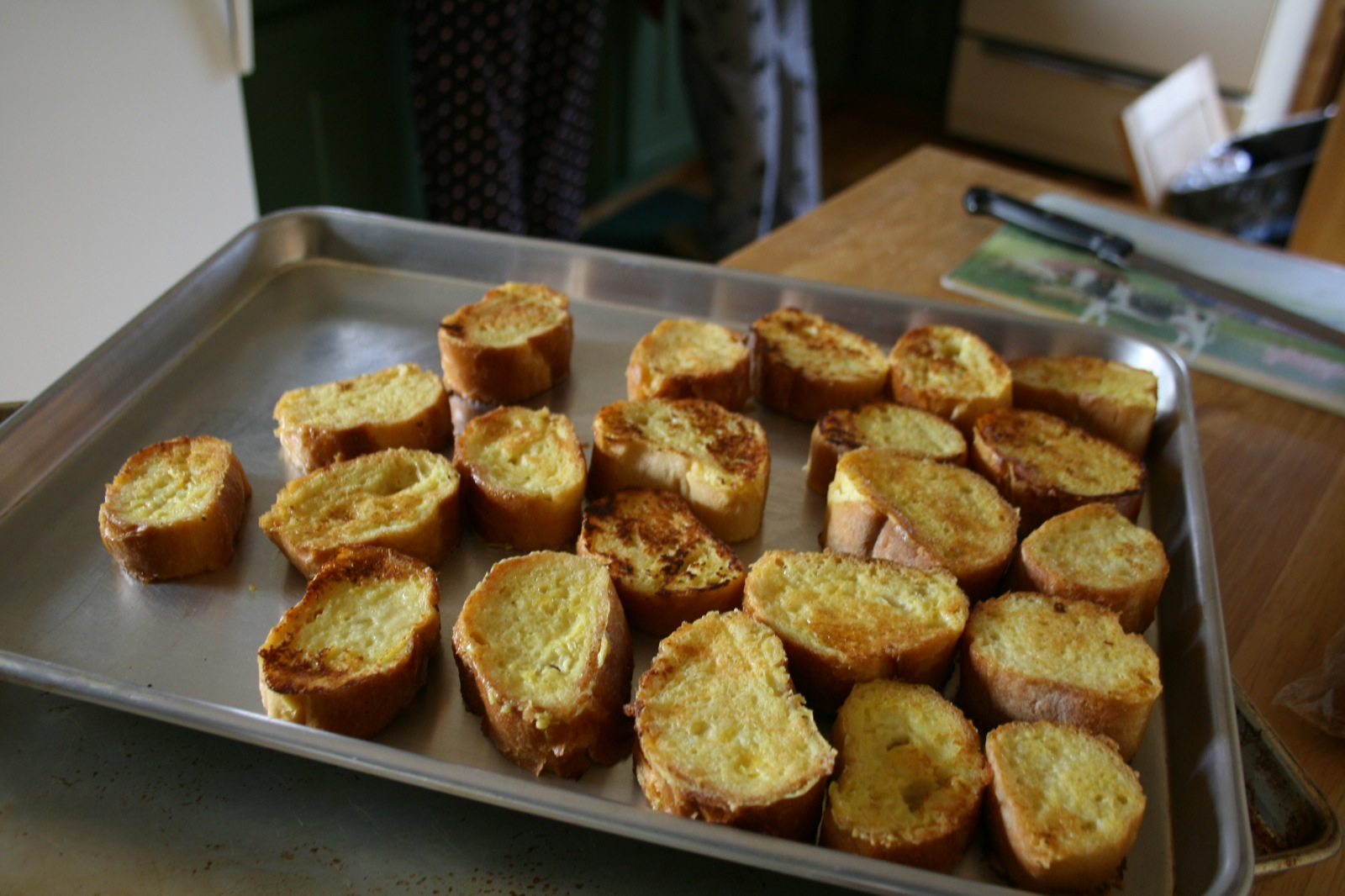
Pan tintat, ou pain aillé.

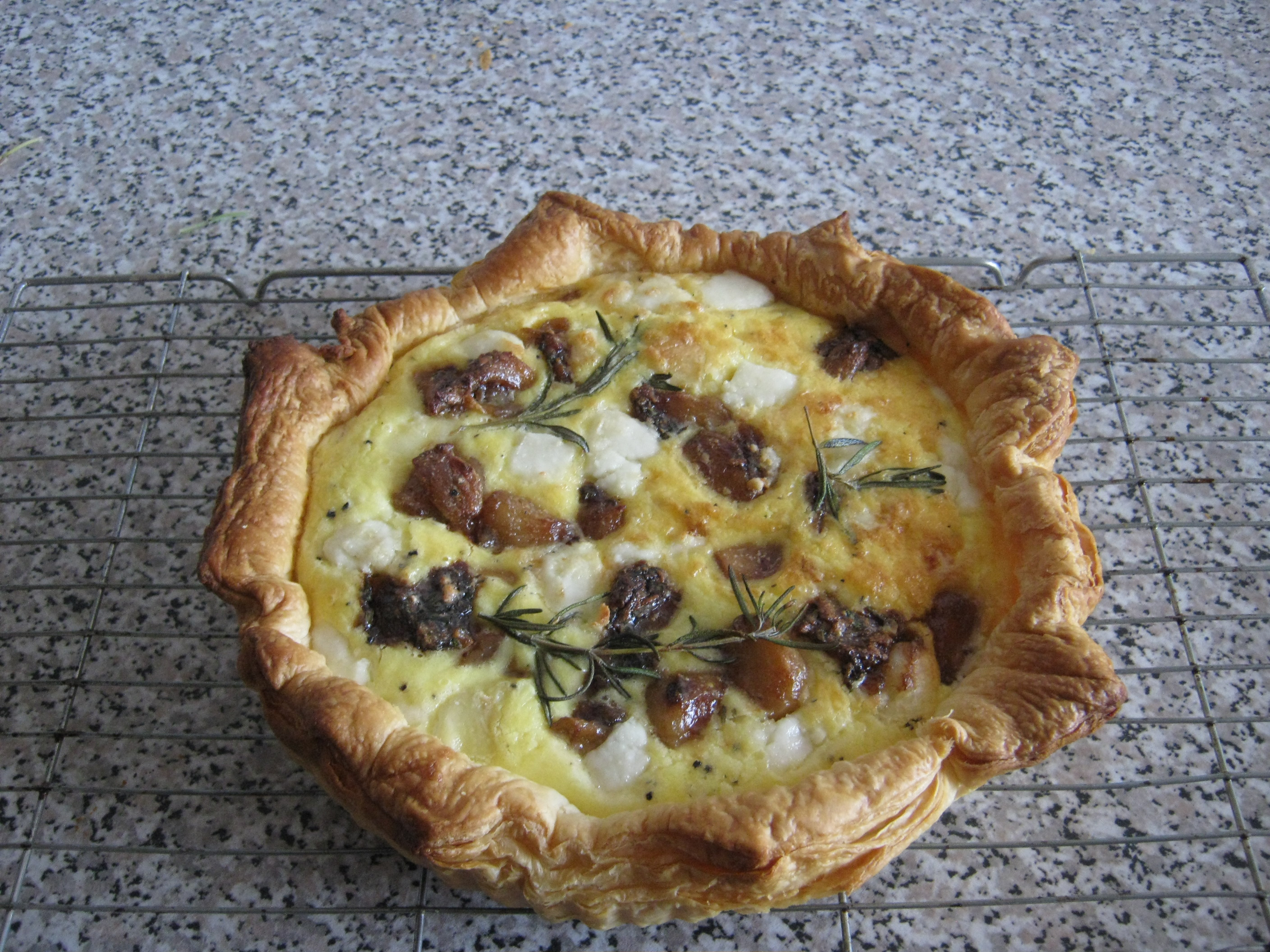
Tarte à l'ail.

L'ail blanc de Lomagne, est l'héritier direct de l’ail connu des Gaulois qui le cultivaient et en faisaient une grosse consommation. Il a trouvé en Lomagne un terroir favorable : sols argilo-calcaire, climat favorable. Comme l’indiquent les statistiques agricoles annuelles, la culture de l’ail n’a cessé de progresser en Lomagne au cours du XXe siècle. À partir de 1958, le syndicat des producteurs d’ail se mobilise pour produire un ail de qualité.
D’un point de vue technique, les méthodes de culture n’ont cessé d’évoluer : des études visant à améliorer les méthodes de production ont été menées dès le début des années 1960 avec la création du CETA (Centre d’Études Techniques Agricoles). En 2008, la Lomagne obtient la reconnaissance en IGP de sa production d’ail blanc sur un territoire couvrant environ 200 communes du Gers et de Tarn-et-Garonne.  
Outre le tourin à l'ail, il entre dans la composition de la tarte à l'ail blanc, du saumon rôti en habit d'ail blanc, du pan tintat, de l'ail sous la cendre, de la sauce à l'enfer.